# Acaprazina
Acaprazina es un calmante de la clase fenilpiperazina. Nunca ha sido comercializada.